# Rue Cocatrix
Rue Cocatrix var en gata på Île de la Cité i Quartier de la Cité i Paris. Gatan var uppkallad efter fief Cocatrix, en förläning bestående av flera bostadshus, ägda av familjen Cocatrix. Enligt en annan teori åsyftar ”cocatrix” fabeldjuret basilisk. Rue Cocatrix började vid Rue de Constantine och slutade vid Rue des Trois-Canettes. 
Rue Cocatrix var belägen i det tidigare 9:e arrondissementet, vilket existerade från 1795 till 1860.
Gatan revs år 1866 för att ge plats åt den nya Rue d'Arcole.

## Omgivningar
- Saint-Christophe
- Saint-Germain-le-Vieux
- Notre-Dame
- Saint-Landry
- Rue Saint-Landry
- Rue du Chevet-Saint-Landry
- Rue Saint-Christophe
- Rue de la Licorne
- Rue des Trois-Canettes
- Rue de Perpignan